# ادموند مالکی
ادموند مالکی (انگلیسی: Edmund Malecki; ۱ نوامبر ۱۹۱۴ – ۲۱ آوریل ۲۰۰۱) بازیکن فوتبال اهل آلمان بود.
از باشگاه‌هایی که در آن بازی کرده‌است می‌توان به باشگاه فوتبال هانوفر ۹۶ اشاره کرد.
وی همچنین در تیم ملی فوتبال آلمان بازی کرده‌است.